# Blurryface
Blurryface (stilisiert auch BLURRYFΛCE) ist das vierte Studioalbum des US-amerikanischen Musikerduos Twenty One Pilots. Das Album war für den 17. Mai 2015 angesetzt, wurde aber von den Musikern selbst zwei Tage vorher über iTunes veröffentlicht. Als Hauptsingle wurde am 17. März 2015 das Lied Fairly Local veröffentlicht. Mit Tear in My Heart, Stressed Out, Lane Boy und Ride wurden vier weitere Lieder vorab als Singleauskopplung veröffentlicht.

## Hintergrund
Nach der Veröffentlichung ihres dritten Studioalbums und Majordebüts Vessel im Jahr 2013 tourte das Duo exzessiv um die Welt um dieses Album zu bewerben. Während der Tourneen hatten die Musiker ein mobiles Studio dabei, um an ersten Ideen für das Nachfolger-Album zu arbeiten.
Lieder wie Heavydirtysoul, Tear in My Heart, Ride, Fairly Local und Lane Boy wurden mit Ricky Reed in den Serenity West Recording Studios in Hollywood aufgenommen, während Mike Elizondo die Produktion der Lieder Stressed Out, Polarize, Hometown und Not Today im Can Am in Tarzana, Kalifornien übernahm. The Judge wurde in den Livingston Studios in London von Mike Crossey aufgenommen. Ricky Reed übernahm darüber hinaus die Produktion der Lieder We Don't Believe What’s On TV und Goner in den Paramount Recording Studios in Hollywood. Message Man wurde mit Tim Anderson in den Werewolf Heart Studios in Los Angeles eingespielt.
Nach den Aufnahmen übernahm Neal Avron mit Unterstützung von Scott Skrynski das Mixing im The Casita. Das abschließende Mastering wurde von Chris Gehringer im Sterling Sound in New York City durchgeführt.

## Konzept
Das Album ist nach einem Charakter benannt, welcher von Tyler Joseph und Josh Dun geschaffen wurde. Blurryface symbolisiert sowohl die Eigenschaften Josephs als Individuum als auch die Menschen in seinem persönlichen Umfeld. Blurryface ist die Verkörperung Tyler Josephs Unsicherheiten, Ängsten und Zweifeln. Bei Live-Auftritten sowie in den Musikvideos färbt sich Joseph seinen Hals, Nacken und Hände mit schwarzer Farbe, um sich in Blurryface zu verwandeln. Diese Farbe symbolisiert die Bereiche seines Lebens, die für ihn am deutlichsten von Blurry beeinflusst werden. Seine Hände, da seine größten Unsicherheiten die Dinge sind, die er kreiert mit ihnen (Musik, Poesie etc.) und seinen Hals, da er ein Gefühl des Erstickens fühlt, wenn Blurryface die Oberhand hat.

## Veröffentlichung
Am 17. März 2015 gaben die Musiker den Titel des Albums, die Titelliste und das Veröffentlichungsdatum des Albums bekannt. Am selben Tag wurde mit Fairly Local die Hauptsingle des Albums mitsamt dazugehörigen Musikvideo ausgekoppelt. Durch massiven Zulauf der Fans, welche versuchten das Album vorzubestellen, war die Website der Band zeitweise stillgelegt.
Am 6. April 2015 folgte mit der Veröffentlichung des Liedes Tear in My Heart die zweite Single zu dem auch ein Musikvideo produziert wurde. Wenige Wochen später, am 28. April, erschien mit Stressed Out die dritte Single des Albums, ebenfalls mit dazugehörigem Musikvideo. Eine Woche später wurde mit Lane Boy erneut ein Lied des Albums vorab als Single veröffentlicht. Erneut eine Woche später wurde Ride als fünfte Single herausgebracht.
Das Album selbst war für den 19. Mai 2015 angesetzt, wurde von den Musikern selbst allerdings zwei Tage vorab auf ITunes veröffentlicht. Am eigentlichen Veröffentlichungstag spielte die Gruppe ein Konzert im iHeart Radio Theater in Burbank, Kalifornien um die Herausgabe des Albums zu feiern. Dieses Konzert wurde via Live-Stream bei iHeart Radio übertragen. Zwischen Mai und Dezember 2015 absolvierte das Duo mehrere Tourneen und bespielte mehrere Musikfestivals. Die Tournee war innerhalb weniger Minuten restlos ausverkauft.

## Titelliste
1. Heavydirtysoul – 3:54
2. Stressed Out – 3:22
3. Ride – 3:34
4. Fairly Local – 3:27
5. Tear in My Heart – 3:08
6. Lane Boy – 4:13
7. The Judge – 4:57
8. Doubt – 3:11
9. Polarize – 3:46
10. We Don't Believe What’s on TV – 2:57
11. Message Man – 4:00
12. Hometown – 3:54
13. Not Today – 3:58
14. Goner – 3:56

## Singleauskopplungen
| Jahr | Titel            | Höchstplatzierung, Gesamtwochen, AuszeichnungChartplatzierungen (Jahr, Titel, , Platzierungen, Wochen, Auszeichnungen, Anmerkungen) | Höchstplatzierung, Gesamtwochen, AuszeichnungChartplatzierungen (Jahr, Titel, , Platzierungen, Wochen, Auszeichnungen, Anmerkungen) | Höchstplatzierung, Gesamtwochen, AuszeichnungChartplatzierungen (Jahr, Titel, , Platzierungen, Wochen, Auszeichnungen, Anmerkungen) | Höchstplatzierung, Gesamtwochen, AuszeichnungChartplatzierungen (Jahr, Titel, , Platzierungen, Wochen, Auszeichnungen, Anmerkungen) | Höchstplatzierung, Gesamtwochen, AuszeichnungChartplatzierungen (Jahr, Titel, , Platzierungen, Wochen, Auszeichnungen, Anmerkungen) | Anmerkungen                                                    |
| Jahr | Titel            | DE | AT | CH | UK | US | Anmerkungen                                                    |
| ---- | ---------------- | --- | --- | --- | --- | --- | -------------------------------------------------------------- |
| 2015 | Fairly Local     | — | — | — | UK— SilberUK | US84 Platin · (1 Wo.)US | Erstveröffentlichung: 17. März 2015 Verkäufe: + 1.295.000      |
| 2015 | Tear in My Heart | — | — | — | UK— GoldUK | US82 ×3Dreifachplatin · (5 Wo.)US                                                                                                   | Erstveröffentlichung: 6. April 2015 Verkäufe: + 3.650.000      |
| 2015 | Lane Boy         | — | — | — | UK— SilberUK | US— ×2DoppelplatinUS | Erstveröffentlichung: 4. Mai 2015 Verkäufe: + 1.335.000        |
| 2015 | Stressed Out     | DE3 Diamant · (46 Wo.)DE | AT2 ×2Doppelplatin · (39 Wo.)AT | CH2 ×2Doppelplatin · (58 Wo.)CH | UK12 ×3Dreifachplatin · (47 Wo.)UK                                                                                                  | US2 ×3Diamant + Dreifachplatin · (52 Wo.)US                                                                                         | Erstveröffentlichung: 10. November 2015 Verkäufe: + 18.863.333 |
| 2016 | Ride             | DE21 Platin · (24 Wo.)DE | AT7 Platin · (28 Wo.)AT | CH22 Platin · (32 Wo.)CH | UK47 ×2Doppelplatin · (22 Wo.)UK | US5 ×9Neunfachplatin · (39 Wo.)US                                                                                                   | Erstveröffentlichung: 12. April 2016 Verkäufe: + 12.513.333    |
| 2016 | Heavydirtysoul   | — | — | — | UK— SilberUK | US— ×2DoppelplatinUS | Erstveröffentlichung: 9. Dezember 2016 Verkäufe: + 2.325.000   |

## Rezeption

### Rezensionen
Bei Metacritic erreichte Blurryface einen Metascore von 80 Prozent basierend auf fünf publizierten Kritiken englischsprachiger Musikmagazine. Garrett Kamps vom US-amerikanischen Billboard schrieb, das Blurryface im positiven Sinne ein reines Chaos sei. Allerdings vergab der Autor eher eine gemischte Kritik, da das Album bei Weitem nicht an den Vorgänger Vessel aus dem Jahr 2013 herankomme. Jason Pettigrew vom Alternative Press hingegen zeigte sich sichtlich von dem Werk beeindruckt und beschrieb das Album insgesamt als wundervoll, wobei er die Mischung verschiedenster Musikrichtungen in den Liedern lobend hervorhebt. Lieder wie Ride, Polarize, Message Man, Tear in My Heart, We Don't Believe What’s on TV, Goner und Lane Boy wurden in seiner Kritik als musikalische Highlights bezeichnet.
Ebenfalls bei Alternative Press erreichte das Album Platz eins in der Liste der zehn essentiellsten Alben des Jahres 2015. In der Liste der 50 besten Alben des Jahres 2015 des britischen Rock Sound belegte Blurryface Platz zwei. Das Album wurde bei den dritten Alternative Press Music Awards in der Kategorie Album des Jahres nominiert und gewann diese Auszeichnung. Bei den Billboard Music Awards 2016 gewann das Album in der Kategorie Bestes Rockalbum.
Kai Butterweck von Laut.de schrieb, dass der rote Faden des Albums von Minute zu Minute des Albums immer dünner würde, was nicht zuletzt auch an der Masse der Produzenten liege, die versuchen dem Album ihre individuelle Seite zu verpassen. Das Album verliere sich im kunterbunten B-Seiten und Raritäten-Mix.

### Preise
- Alternative Press Music Awards
  - 2016: Album des Jahres (gewonnen)
- Billboard Music Awards
  - 2016: Bestes Rockalbum (gewonnen)

## Kommerzieller Erfolg

### Chartplatzierungen
In den Vereinigten Staaten verkaufte sich Blurryface insgesamt 147.000 mal in der Woche nach der Veröffentlichung, wovon 134.000 Einheiten aus den traditionellen Tonträgerverkäufen hervorgehen. Dies hatte zur Folge, dass Blurryface auf Anhieb Platz eins der US-amerikanischen Musikcharts landete und somit den höchsten Charteinstieg des Duos erntete. Das Album ist zudem das erste Top-40-Album im Vereinigten Königreich, wo das Album auf Platz 14 einstieg. Sechs Monate nach Veröffentlichung wurde das Album bereits mehr als eine halbe Million Mal weltweit verkauft.
In Deutschland stieg Blurryface im Mai 2015 auf Platz 66 ein und hielt sich nur eine Woche lang. Im Februar 2016 schaffte das Album den Wiedereinstieg auf Platz 56 und hält sich seitdem ununterbrochen in den deutschen Albumcharts auf. Am 29. Juli 2016 erreichte das Werk mit Platz 27 seine bisherige Höchstplatzierung. Selbiges Phänomen ist auch in Österreich und in der Schweiz zu beobachten.
| ChartsChartplatzierungen       | Höchstplatzierung | Wochen |
| ------------------------------ | ----------------- | ------ |
| Deutschland (GfK)              | 25 (73 Wo.)       | 73     |
| Österreich (Ö3)                | 12 (66 Wo.)       | 66     |
| Schweiz (IFPI)                 | 22 (68 Wo.)       | 68     |
| Vereinigte Staaten (Billboard) | 1 (349 Wo.)       | 349    |
| Vereinigtes Königreich (OCC)   | 5 (120 Wo.)       | 120    |

| ChartsJahrescharts (2015)      | Platzierung |
| ------------------------------ | ----------- |
| Vereinigte Staaten (Billboard) | 31          |

| ChartsJahrescharts (2016)      | Platzierung |
| ------------------------------ | ----------- |
| Deutschland (GfK)              | 44          |
| Österreich (Ö3)                | 35          |
| Schweiz (IFPI)                 | 46          |
| Vereinigte Staaten (Billboard) | 6           |
| Vereinigtes Königreich (OCC)   | 27          |

| ChartsJahrescharts (2017)      | Platzierung |
| ------------------------------ | ----------- |
| Vereinigte Staaten (Billboard) | 17          |
| Vereinigtes Königreich (OCC)   | 67          |

| ChartsJahrescharts (2018)      | Platzierung |
| ------------------------------ | ----------- |
| Vereinigte Staaten (Billboard) | 77          |

| ChartsJahrescharts (2019)      | Platzierung |
| ------------------------------ | ----------- |
| Vereinigte Staaten (Billboard) | 117         |

| ChartsJahrescharts (2020)      | Platzierung |
| ------------------------------ | ----------- |
| Vereinigte Staaten (Billboard) | 150         |

| ChartsJahrescharts (2021)      | Platzierung |
| ------------------------------ | ----------- |
| Vereinigte Staaten (Billboard) | 161         |

### Auszeichnungen für Musikverkäufe
Im Dezember desselben Jahres wurde bekannt, dass Blurryface auch in den USA die Marke von 500.000 verkauften Einheiten überquert habe. Im Januar 2016 waren es knapp 600.000 verkaufte Einheiten, ehe das Album nur zwei Monate später knapp 800.000 mal in den Staaten verkauft wurde. Mitte Juni wurden 920.000 verkaufte Alben gezählt, Ende Juli wurde die Millionen-Marke in den USA geknackt. In Kanada erhielt Blurryface die goldene Schallplatte, in den Vereinigten Staaten Doppel-Platin.
Am 1. März 2018 erhielt das Lied Hometown eine Goldene Schallplatte. Dadurch erreichte jedes Stück des Albums eine Auszeichnung durch die RIAA. Twenty One Pilots ist der erste Künstler überhaupt, dem dies gelang.
| Land/Region                  | Auszeichnungen für Musikverkäufe (Land/Region, Auszeichnung, Verkäufe) | Verkäufe  |
| ---------------------------- | ---------------------------------------------------------------------- | --------- |
| Australien (ARIA)            | Platin                                                                 | 70.000    |
| Brasilien (PMB)              | 3× Platin                                                              | 120.000   |
| Dänemark (IFPI)              | 2× Platin                                                              | 40.000    |
| Deutschland (BVMI)           | Platin                                                                 | 200.000   |
| Finnland (IFPI)              | Gold                                                                   | 10.000    |
| Italien (FIMI)               | Platin                                                                 | 50.000    |
| Kanada (MC)                  | 6× Platin                                                              | 480.000   |
| Mexiko (AMPROFON)            | 3× Gold                                                                | 90.000    |
| Neuseeland (RMNZ)            | 4× Platin                                                              | 60.000    |
| Niederlande (NVPI)           | Platin                                                                 | 30.000    |
| Norwegen (IFPI)              | Gold                                                                   | 15.000    |
| Österreich (IFPI)            | Platin                                                                 | 15.000    |
| Polen (ZPAV)                 | 3× Platin                                                              | 60.000    |
| Schweden (IFPI)              | Gold                                                                   | 20.000    |
| Schweiz (IFPI)               | Platin                                                                 | 20.000    |
| Singapur (RIAS)              | Gold                                                                   | 5.000     |
| Vereinigte Staaten (RIAA)    | 6× Platin                                                              | 6.000.000 |
| Vereinigtes Königreich (BPI) | 2× Platin                                                              | 600.000   |
| Insgesamt                    | 5× Gold · 33× Platin ·                                                 | 7.885.000 |

Hauptartikel: Twenty One Pilots/Auszeichnungen für Musikverkäufe